# 千年渡·白蛇
千年渡·白蛇，是由唐美雲歌仔戲團演出的歌仔戲作品。2019年2月28日至2019年3月3日於台北市城市舞台演出。

## 作品內容
該作品改編自中國民間傳說故事《白蛇傳》，並使用前世今生的手法將原本《白蛇傳》的時空背景與該作品的角色關係進行擴展，同時也保留了原本《白蛇傳》的經典橋段，並突破了原作原來的框架。

## 角色
- 白蛇　曾玫萍、鄭紫雲飾[1][2][3][4][5]
- 青蛇　張名荏、吳旻真飾[1][2][3][4][5]
- 紅蓮　樓心潼飾[1][2][3][4][5]
- 法海　唐美雲飾[1][2][3][4][5]
- 擺渡人　小咪飾[1][2][3][4][5]

## 場次
| 場次 | 日期          | 時間            | 地點           |
| ---- | ------------- | --------------- | -------------- |
| 1    | 2019年2月28日 | 19時30分(UTC+8) | 台北市城市舞台 |
| 2    | 2019年3月1日  | 19時30分(UTC+8) | 台北市城市舞台 |
| 3    | 2019年3月2日  | 19時30分(UTC+8) | 台北市城市舞台 |
| 4    | 2019年3月4日  | 19時30分(UTC+8) | 台北市城市舞台 |

## 製作團隊
- 導演：吳定謙[1][2][3][4][5]
- 編劇：陳健星[1][2][3][4][5]

## 外部連結
- 唐美雲歌仔戲團  Facebook粉絲專頁